# Антиатлас
Антиатлас або Малий Атлас (араб. الأطلس الصغير) — гірський хребет, південно-західна частина Атлаських гір, розташований на заході Північної Африки, на межі з Сахарою. Антиатлас простягається від Атлантичного океану на південному заході до міста Варзазат на північному сході,  і далі на схід до краю Тафілальт, загалом близько 500 км завдовжки. На півдні обмежено Сахарою. На північ і північний схід, через долину річки Сус, розташований інший хребет системи — Високий Атлас.
Найвища точка хребта — гора Джебель-Лекст (2359 м), середня висота хребта становить 1590 м. У середньому вершини Антиатласу досягають висоти 2500-2700 м. Західна частина є серією асиметричних пасом брилових і останцевих гір, а східна є столовим плато. Східна частина хребта називається горами Сархро.
Інколи Антиатлас розглядають окремо від Атлаських гір, що підкреслюється першою частиною терміна "анти".

## Орогенез
Основні породи підмурівку Африканської плити було створено в докембрії, вони набагато старше, за породи гір Атлас та Антиатлас.
Хребет Антиатлас утворився у палеозої (~ 300 млн років тому), в результаті  континентальної колізії. Сьогоденна Північна Америка, Європа і Африка були у складі двох колишніх континентів, Євроамерики і Гондвани, на межі яких, під час Аллеганського орогенезу, утворилися прадавні Центрально-Пангейські гори.
В третинному періоді (65 мільйонів до ~ 1,8 млн років тому), відбулася континентальна колізія Іберійської та Африканської плит в результаті чого були утворені хребти гір Атлас. 
Через довший процес ерозії Антиатлас в середньому нижче за сусідній Атлас.

## Профіль і клімат
Вершини Антиатласу мають середню висоту 2500-2700 м. На півночі знаходиться плато з середньою висотою 1700-1800 м. Хребет вельми розчленований, особливо в південному напрямку.
Через те що Антиатлас розташовано у дощовому сутінку Великого Атласу, морський вологий вплив відчутно лише на півночі і заході,
де північні схили хребта отримують більше вологи, середньорічна кількість опадів — 300-550 мм, тому на них ростуть рідкісні масиви кам'яного дуба, арганського дерева, ялівців, решта терену має опадів менше за 200 мм на рік.

## Населення і економіка
Територія навколо хребта заселена берберськими племенами, головне місто яких — Тафраут, називається мигдалевою столицею Марокко. Велика частина сільськогосподарських земель розташовано вздовж річок і сильно залежать від періоду високої води навесні.
Місцевість прикрашають мальовничі касби, розташовані в різних частинах регіону, в тому числі в старих районах Агадиру. Раніше касба служила притулком і складом для місцевого населення. У безпосередній близькості розташовувалися тераси полів з кам'яними підпірними стінками, проте у міру того, як оселі залишалися мігруючих населенням, ці поля перестали оброблятися й іригаційні системи стали руйнуватися.
30°00′ пн. ш. 8°30′ зх. д. / 30.000° пн. ш. 8.500° зх. д.

## Ресурси Інтернету
Вікісховище має мультимедійні дані за темою: Антиатлас
- Антиатлас в БСЭ[недоступне посилання з червня 2019]
- Словарь современных географических названий — Антиатлас[недоступне посилання з червня 2019]
- Anti-Atlas — Britannica Online Encyclopedia [Архівовано 23 січня 2013 у Wayback Machine.].
- Earth As Art — Atlas Mountains (NASA)